# عبد الله بن عثمان
عبد الله بن عبد العزيز بن عبد الله بن عثمان، (1908-1987) أحد جيل التأسيس من رجالات المملكة العربية السعودية الذين عملوا مع الملك عبد العزيز فقد كان رئيسا للديوان الملكي السعودي وارتبط اسمه به. وقد ورد اسم ابن عثمان مراراً في الكتب التي تناولت سيرة الملك عبد العزيز وتوحيد المملكة والتشكيلات الإدارية للدولة والديوان الملكي بخاصة،

## [1]نسبه
ينتمي الى المصابحة من ال جدي من ال عميرة من قبيلة بنو هاجر

## الولادة والنشأة
ولد الشيخ عبد الله بن عثمان سنة 1908 في الكويت، وعاش طفولته متنقلا بينها وبين الزبير. وهو من أسرة بن عثمان في الرياض. وقد اصطحبه والده إلى حائل عندما كانت تحاصرها القوات السعودية في عام 1921. بعد أن توفي والده في بلدة بقعاء التابعة لمنطقة حائل، عاد مرة أخرى للكويت، ومارس مهنة صيد اللؤلؤ، إلى جانب مواصلته التعليم.

## تعليمه
تلقى الشيخ عبد الله بن عثمان تعليما حديثا في الكويت، بخلاف الكثير من أبناء جيله الذين ينتمون لعوائل نجدية.

## الديوان الملكي السعودي
وبسبب حصوله على تعليم جيد ولسماته الشخصية المحببة، وجد عبد الله بن عثمان له مكانا في الدولة السعودية الناشئة، فقد امتاز بجمال الخط وحسن تنظيم الأوراق والأضابير.
عمل الشيخ عبد الله في الديوان الملكي إلى أن أصبح مساعداً لرئيسه ثم خلف رئيس الديوان آنذاك إبراهيم بن محمد بن معمر على رئاسة الديوان في عام 1932. استمر في عمله رئيساً للديوان إلى نهاية عهد الملك عبد العزيز بوفاته.
وبقي يعمل في الديوان الملكي برئاسة عدد من الأمراء تولوا مسؤوليته طيلة حكم الملك سعود .
استمر الشيخ عبد الله في صدارة صناعة القرار في الدولة السعودية، إلى أن أحيل إلى التقاعد في عهد الملك فيصل.

## وفاته
توفي الشيخ عبد الله بن عثمان في شهر ديسمبر 1987 بمستشفى الملك فيصل التخصصي بالرياض، عن ثمانين عاما، له من الأولاد خمسة عشر ابنا، وستة بنات، من ثمان زيجات.